# 6ix9ine
Daniel Hernandez (Brooklyn, 1996. május 8. –) hivatásosan 6ix9ine (kiejtés: sziksznájn) vagy Tekashi69 néven ismert amerikai rapper és dalszerző. Zenei karrierjét agresszív rappelési stílus jellemzi. 
Brooklynban született és nőtt fel, 6ix9ine először 2017-ben vált széles körben ismertté, miután kiadta debütáló Gummo c. dalát, amely elérte a 12. helyezést a Billboard Hot 100-on, és a platinum hitelesítése után további kereskedelmi sikereket hozott.  6ix9ine egy évvel később kiadta a Day69-et, amely további három dalt tartalmazott, ami felkerült a Billboard Hot 100-ra.  Néhány hónappal később Nicki Minaj rapper társával és Murda Beatz producerével közzétett " Fefe " kislemeze a Billboard Hot 100 harmadik helyezettje volt.  A negatív kritika ellenére a Dummy Boy második helyen debütált a Billboard 200-on. 
6ix9ine személyisége és jogi ügyei jelentős média figyelmet kapnak. 2015-ben bűnösnek találták egy gyerek szexuális tevékenységben való felhasználása miatt. Emiatt 4 éven át hatósági felügyelet alá vonták és 1000 óra közösségi szolgálatot kapott. 2018 novemberében letartóztatták zsarolás, fegyver és kábítószer birtoklás vádjával, emiatt 2019 decemberében 2 év letöltendő börtönbüntetést kapott. 2020-ban hamarabb szabadulhatott a börtönből a koronavírus miatt, de büntetése hátralevő 4 hónapját házi őrizetben kell töltenie.

## Fiatalkor
Daniel Hernandez 1996. május 8-án született Bushwick-ben ( Brooklyn, New York City). Anyja eredetileg Atlixcóból, Puebából, Mexikóból származik, apja Puerto Rico-i.  Hernandez spanyol anyanyelvű és spanyolul énekelt három dalában is (Bebe, Mala és Yaya), 2018-ban.
Hernandez bátyjával, Oscarral és szüleivel nőtt fel. 13 éves volt, mikor apját néhány lépésre a családi ház elől lelőtték.  A gyilkosságot követően Hernandez kórházba került depresszió és poszttraumás stressz zavar miatt.  Hernandez asztmában is szenved.  Apja halála miatt az érzelmileg felkavart Hernandezzel egyre több baj volt és végül 8. osztályban kicsapták az iskolából rossz viselkedés miatt.  Tanulmányainak folytatása helyett különféle munkákban kezdett el dolgozni, például buszosként és kiszállítóként egy élelmiszerboltban, hogy anyjának pénzügyi segítséget nyújtson.  Hernandez kábítószerrel is foglalkozott jövedelmének kiegészítéseként, nevezetesen kannabisz és heroin értékesítésével az utcákon, miközben egy helyi Brooklyn-i vegyesboltban dolgozott. Végül letartóztatták bűncselekményei miatt, és börtönre ítélték a Rikers-szigeten, ahol elkezdett kapcsolatot teremteni a Nine Trey-Gangsters, Bloods utcai banda börtönviselt részével. Hernandez 2014-ben kezdte rapper pályafutását olyan dalok kiadásával, mint a "69" és a "Scumlife". Más korai dalokat a YouTube eltávolított. 

## Zenei karrier
Hernandez 2014-ben kezdte meg a dalok kiadását. Az elkövetkező három évben több zeneszámot és videót adott ki, mint például a "Scumlife", a "Yokai" és a "Hellsing Station". Felhívta a figyelmet agresszív rappelési stílusára és az anime használatára klipjeiben. Sok korai dalát a FCK THEM szlovákiai székhelyű zenei kiadó adta ki.  Szivárványosra festett hajával, eltúlzott tetoválásaival internetes mémmé vált. Párhuzamot vontak közte és egy másik New York-i rapper, ZillaKami között, akivel később konfliktusba kerültek, miután azzal vádolták Hernandezt, hogy állítólag ellopta az általuk készített instrumentumokat és dalokat. Hernandez számára a "GUMMO" című szám hozta meg a sikert, ez volt a legelső száma ami nagy figyelmet kapott, ezután következett a "Kooda" ami szintén nagy sikernek örvendezett, elkezdték megismerni az emberek, egyre több ember tudta ki is az a 6ix9ine és a zenei iparban is kezdett több figyelmet kapni, független a sok konfliktustól. 
Ezután a 2018-as évet ott kezdte ahol abbahagyta, kiadta a "Billy" című számot ami szintén nagy sikert aratott, majd ezt követte a "Gotti" ami szintén nagy sikert hozott, majd nem sokkal rá egy hónapra érkezett a "Tati" ami szintén nagy sikert hozott, egyből fel is került a Billboard Hot 100-as listára, majd 2018 nyarán érkezett a "FEFE" című száma Nicki Minaj közreműködésével ami aztán tényleg meghozta neki a figyelmet, később 2018 november végén letartoztatták, itt eléggé kérdéses volt a karrierje ugyanis nagyon sokáig úgy állt a helyzet, hogy Daniel Hernandez 47 év börtön büntetést kap, de 2019 decemberében végül megszületett a pontos ítélet, 2 év börtönbüntetést kapott, de 5 hónappal előbb szabadulhatott a koronavírus miatt. Hernandez nem időzött sokat, szabadulása után egyből nekiállt az új zenéknek, alig egy hónapja hogy kiszabadult 2020 május elején kiadta a "Gooba" című számát, ami hatalmas sikert hozott, és rivaldafénybe került, minden közösségi oldal tele volt vele. Tiktokon több trend is készült a zenéjére, majd június közepén kiadta a "TROLLZ" című számát Nicki Minaj közreműködésével, ami újabb rekordokat döntött. Szóval nagyon úgy néz ki sikerült visszatérnie, és nagyon aktív, és az is lesz még ebben az évben biztos, ugyanis 2020-ra még ki kell adnia 2 db albumot, 1 spanyol és egy angol nyelvű albumról van szó, amikből már osztott meg részleteket Instagramon.

### 2017 – jelen:Day69ésDummy Boy, Börtön utáni időszak, TattleTales album
Hernandez a közösségi médiában kiemelkedő figyelmet kapott egy 2017. júliusi Instagram üzenet miatt, amely vírusként terjedt mind a Reddit-en, mind a Twitteren.  Hernandez debütáló kislemeze, a "Gummo" 2017. november 10-én jelent meg, és végül a 12. helyen szerepelt az USA Billboard Hot 100-on.  A RIAA 2018. március 5-én elismerte platinaként.  Következő kislemeze, a " Kooda ", a 2017. december 23-i héten a Hot 100-on jelentette meg a 61. számot.  Hernandez 2018. január 14-én kiadta harmadik kislemezét, a " Keke "-t Fetty Wap-pel és A Boogie wit da Hoodie-val, amely szintén szerepelt a Hot 100-on. 
Hernandez 2018 májusában lövöldözésben vett részt Casanova New York-i rapper társával. Ez ahhoz vezetett, hogy Hernandez elveszített egy 5 millió dolláros fejhallgató-üzletet, és kitiltották a Barclays Centerből.  A tűzharc után Hernandez néhány hónapra abbahagyta a zenélést, mielőtt júniusban kiadta "Tati" c. dalát, amely a Billboard Hot 100 43-as számán debütált, majd 2018 júliusába kiadta a "FEFE" című számot Nicki Minaj & Murda Beatz közreműködésével, ami hatalmas nagy sikert hozott, a Billboard Hot 100-as lista negyedik helyén debütált, később nyár végén kiadta a "BEBE" című számát Anuel AA közreműködésével ami egyben az első spanyol nyelvű zenéje volt, szintén nagy sikert hozott, és ez 6ix9ine első száma ami elérte az 1 milliárd megtekintést. Novemberben pedig megjelent első stúdióalbuma a Dummy Boy, ami annak ellenére, hogy sok negatív kritika érte, mégis elég nagy sikert hozott. Ezután a börtön miatt egy nagyobb kihagyás történt, de 2020 április elején a koronavírus miatt előbb szabadult, és így már május 8-án megjelent visszatérő "Gooba" című száma, ami hatalmas sikert hozott, és rekordokat döntött meg. 2 óra alatt több mint 10 millióan látták, 24 óra alatt pedig több mint 43 millió megtekintést hozott, és a Billboard Hot 100-as lista harmadik helyén debütált, majd alig egy hónappal később megjelent június 12-én a "TROLLZ" című száma Nicki Minaj közreműködésével ami szintén újabb rekordokat döntött meg. 24 óra alatt már majdnem 50 millió megtekintést, később pedig Július 3-án megjelent az utolsó házi őrizetben elkészült zene is a "YAYA" a spanyol nyelvű nóta nagyon pörgősre sikerült, valószínű hasonló finomságokra lehet majd számítani a spanyol albumon is. Ezt követően 6ix9ine Július közepe fele eltűnt Twitterről és Instagramról is, úgymond deaktiválta a fiókjait az ügyvédjei tanácsára, hogy nehogy véletlen kiposztoljon bármi olyat amiből kiderülne még a szabadulás előtt a lakhelye, ugyanis még május elején megtörtént hogy, 6ix9ine kiment az erkélyre egy flexelős képet készíteni, és ekkor egy fiatal szomszéd lány levideózta és egyből kiderült a lakcíme, és ezt követően át kellett szállítani egy teljesen másik helyre. 6ix9ine augusztus 1-én szabadult a házi őrizetből, másnap augusztus 2-án egyből visszatért, és kiadott egy új zenét ami a "PUNANI" névre hallgat, és még videóklip is készült hozzá. 
2020. szeptember 4-én megjelent 6ix9ine TattleTales albuma ami egyben 6ix9ine második stúdióalbuma és még megjelenő hozzá a "TUTU" című videóklippje. 
2021. február 19-én a "Zaza" című számmal tért vissza, és különösen Lil Durkot és Meek Millt, akikkel ellenségeskedett, megdobta. A sláger a 90. helyen debütált a Billboard Hot 100 listán.
2022. április 15-én kiadta a "Giné" című dalt, amelyben ismét Lil Durkot, valamint King Vont szúrta ki. A dal szintén a Giné energiaitallal együttműködve jelent meg, amihez 6ix9ine egy új italt készített a céggel.

## Konfliktusok
2017 áprilisában Hernandez és Trippie Redd kiadta első közös dalukat, a "Poles1469"-et, és 2017 júliusában kiadták egy másikat, az "Owee" -t.  Ugyanebben az évben egy Twitter bejegyzést posztoltak, amely szerint Hernandez pedofil, ZillaKami közzétett képeket és információkat, Trippie Redd pedig felszólította Hernandezt: "Ne népszerűsítsd a pedofilokat[...]".  2017. november 11-én egy New York-i szálloda csarnokában Redd-et megtámadták, és egy Instagram élő adásban Hernandezt és társait vádolták vele.  Hernandez később egy Instagram élő adásban elmondta: "Nem tudom, mi folyik itt, de alaposan szétverték az arcod. Nem terjeszthetnek hamis vádakat és nem gyalázhatják New York-ot sem. B***k meg ezek a n****rek, New York ez, New York az, ezt nem csinálhatják, tesó. Tegyél jeget az arcodra. Rosszul érzem magam a történtek miatt... Ki akarok békülni. " Később egy másik posztban Hernandezt homoszexuálisnak titulálták. 
2018 februárjában több ember megtámadta Hernandezt egy Los Angeles-i repülőtér mellett, röviddel azután, hogy Trippie Redd -del vitatkoztak Instagramon. Haragjuk tovább mélyült a kölcsönös internetes trollkodással. Hernandez később azzal vádolta Trippie Reddet, hogy szexuális kapcsolatot folytatott az akkor még kiskorú Danielle Bregolival. Redd tagadta az állításokat, és ismételten előállt azzal, hogy Hernandez gyereket használt fel szexuális tevékenység közben. Bhad Bhabie az Instagram adásában szintén elutasította az állításokat, de beismerte, hogy a múltban csókolóztak, mondván: "Igen, volt csók, de nem volt olyan komoly, és akkor 17 éves volt. " Ezt azonban vitatja a Trippie Redd által a későbbiekben XXXTentacion-nak adott beszámoló, miszerint kapcsolatuk lényege az volt, hogy köztudott legyen.  Trippie Redd és az akkori barátnője, Alexandria Laveglia (Aylek$) szakítása után Hernandez videókat készített Aylek$-al, melyben utal a kettejük közötti szexuális kapcsolatra, hogy ezzel is megszégyenítse Trippie Reddet. 
Hernandez ellen 2015. óta folyik vádaskodás gyermekek szexuális ügyekben való felhasználása miatt.  Októberben Hernandezt bűnösnek nyilvánították több videó miatt, amelyben egy 13 éves lánnyal fajtalankodnak. Ez később online is közzé lett téve egy zenei videó részeként. A vádak a következőek voltak: első: "a gyermek orális szexuális kapcsolatot folytat a vádolt alperes Taquan Anderson-nal, míg az alperes, Daniel Hernandez a gyermek mögött áll és közösül vele, miközben fenekét csapkodja. A gyermek meztelen volt a videóban. " A többi videó a Hernandez ölében ülő gyermeket mutatja, miközben Anderson megragadja a melleit, majd később meztelenül ült Anderson és Hernandez ölében is. 
Egy 2017. novemberi interjúban Hernandez állítása szerint nem történt szexuális kapcsolat a lánnyal, és tagadta, hogy tudta volna, hogy kiskorú. 
Hernandez-nek el kellett távolítani minden képét és bejegyzését, mely nyíltan ábrázol szexuális tevékenységet nővel vagy gyermekkel a közösségi média felületeiről és két évig nem követhet el további bűncselekményt. Amennyiben ezt betartja csak 3 év hatósági felügyelet alá helyezik és nem veszik nyilvántartásba, mint szexuális erőszaktevőt. Ellenkező esetben viszont akár 3 év szabadságvesztést is kiszabhatnak rá. Egy 2018. januári bírósági tárgyalás során kiderült, hogy Hernandez nem tartotta be az előírásokat.  Hernandez már korábban is volt börtönben még kiskorúként fegyveres támadásért és heroin kereskedelem miatt. 
2018. július 12-én Hernandezt New Yorkban letartóztatták egy olyan eseményhez kapcsolódóan, amikor állítólag egy 16 éves gyereket fojtott meg 2018. januárban a texasi Houstonban, a Galleria bevásárlóközpontban. Az összes vádat végül ejtették, miután a tinédzser úgy döntött, hogy nem lép fel jogilag ellene. 
2018. július 22-én a kora reggeli órákban Hernandezt három fegyveres támadó otthona előtt megragadta, összeverte, végül 750 000 dollárnyi egyedi ékszereket és körülbelül 35 000 dollárnyi készpénzt raboltak tőle, majd őt is kényszerítették, hogy velük menjen. Hernandez megszökött a járműből, és egy idegennek köszönhetően hívta fel a rendőrséget. Kórházba vitték.  2019 februárjában Anthony "Harv" Ellison-t, a Nine Trey tagját vádolták a júliusi emberrablásért.  Október 3-án Ellison bűnösnek bizonyult. 
Korábbi jogi problémái miatt, a manhattani kerületi ügyvédi iroda bejelentette, hogy Hernandez akár 3 év börtönre is számíthat, és esetleges szexuális bűnelkövetőként is regisztrálhatják,  ám ehelyett négy évre ítélték el. 2018 októberben kezdődött a próbaidő, azzal a kikötéssel, hogy nem mondhatja ki a „Treyway” kifejezést a nyilvánosság számára, mivel úgy ítélték meg, hogy előidézi a bandák közötti konfrontálódást, valamint 1000 óra közösségi szolgálatra ítélték. 
2018. november 16-án Hernandez második alkalommal jelent meg a The Breakfast Club rádióműsorban, amelyben kijelentette: "Csak egy dologtól félek az életben... Nem is, két dologtól. Istentől és az FBI-tól. "2018. november 18-án letartóztatták Hernandezt, korábbi művezetőjét, Kifano "Shotti" Jordant és három másik társát. Hernandezt gyilkossági összeesküvéssel és fegyveres rablással vádolják, mely bűnök elkövetése miatt életfogytiglanig tartó szabadság vesztéssel néz szemben. Állítólag a Bloods erőszakos szekta tagja.  Hernandez ügyvédje, Lance Lazzaro ezt fellebbezte annak reményében, hogy ha Hernandez átadja útlevélét, valamivel kevesebb, mint 2 millió dollárt fizet óvadékként és házi őrizetbe veszik, akkor a bíróság eltekint a szabadságvesztéstől. Ezt a bíróság nem fogadta el, mondván, hogy Hernandez még így is veszélyt jelentene a társadalomra. Hernandez jogi csoportja fellebbezni kívánja ezt a határozatot. 
Ezután nagyon úgy nézett ki a helyzet hogy elég sok év börtönbüntetés vár rá. 
Február 16-án egy kereseti ügyről szóló dokumentum feltárta, hogy a rapper elkerülheti az ítélet kiszabását, amennyiben hajlandó együttműködni a hatóságokkal bandatársaival szemben. 
2019 decemberében megszületett az ítélet, Daniel Hernandezt, művésznevén "6ix9ine"-t, 2 év börtönbüntetésre ítélték, de mivel már több mint 13 hónapja börtönben volt, ezért jó magaviselet fejében 2020 nyár végén már szabadulhat. 
2020 április elején azonban szabadult a koronavírus miatt, és azóta is folytatja a zenei karrierjét. 

## Jótékonyság
Hernandez 2017 szeptemberében ellátogatott egy bushwicki iskolába, ahol adományt osztott. 
2018 márciusában Hernandez elutazott a Dominikai Köztársaságba, hogy videóklipet készítsen. Amíg ott tartózkodott Hernandez 100 dolláros bankjegyeket osztogatott ki a környék lakosainak. Hernandez az Instagramon kijelentette: "Brooklynban sz*rt se kerestem, de latinként úgy érzem, hogy segíteni kell az embereimnek. Nem vagyok dominikai… De mindannyian egyedül vagyunk a világban. " 

## Fordítás
Ez a szócikk részben vagy egészben  a(z)   6ix9ine című angol Wikipédia-szócikk ezen változatának fordításán alapul.  Az eredeti cikk szerkesztőit annak laptörténete sorolja fel. Ez a jelzés csupán a megfogalmazás eredetét és a szerzői jogokat jelzi, nem szolgál a cikkben szereplő információk forrásmegjelöléseként.